# Ez a ház totál gáz
Az Ez a ház totál gáz (eredeti címen: Aquí no hay quien viva) egy spanyol televíziós sorozat. Az első epizódot 2003 szeptemberében sugározta a spanyol Antena 3 csatorna.

## Főszereplők
| Szerep                 | Színész          |
| ---------------------- | ---------------- |
| Roberto Alonso         | Daniel Guzmán    |
| Lucia Álvarez          | María Adánez     |
| Marisa Benito          | Mariví Bilbao    |
| Belen López Vázquez    | Malena Alterio   |
| Vicenta Benito         | Gemma Cuervo     |
| Juan Cuesta            | José Luis Gil    |
| Mauricio Hidalgo       | Luis Merlo       |
| Concha                 | Emma Penella     |
| Emilio Delgado         | Fernando Tejero  |
| Paco                   | Guillermo Ortega |
| Natalia Cuesta Hurtado | Sofía Nieto      |
| Fernando Navarro       | Adria Collado    |
| Alex Guerra Ruiz       | Juan Díaz        |

## Külső hivatkozások
- Hivatalos honlapja az antena3 csatorna oldalán